# La Caseta, Guanajuato
La Caseta är en ort i Mexiko.   Den ligger i kommunen Romita och delstaten Guanajuato, i den centrala delen av landet, 290 km nordväst om huvudstaden Mexico City. La Caseta ligger 1 742 meter över havet och antalet invånare är 185.
Terrängen runt La Caseta är huvudsakligen platt, men söderut är den kuperad. Runt La Caseta är det tätbefolkat, med 790 invånare per kvadratkilometer. Närmaste större samhälle är Irapuato, 19,9 km sydost om La Caseta. Omgivningarna runt La Caseta är en mosaik av jordbruksmark och naturlig växtlighet.